# Бои за Синявинские высоты
Синявинские высоты — возвышенность до 50 м над уровнем моря в Южном Приладожье южнее современного поселка Синявино, опорный пункт обороны германских войск. В районе высот в 1941—1944 годах велись жесточайшие бои во время битвы за Ленинград. Владение высотами позволяло контролировать обширную территорию шлиссельбургско-синявинского выступа от Ладожского озера на севере до реки Мга на юге, являвшуюся оптимальным местом для прорыва блокады, так как расстояние между Ленинградским и Волховским фронтами в районе выступа было минимальным.

## Хроника боёв

### Боевые действия в районе Синявино в 1941—1942 гг.
В конце августа 1941 г. дивизии 16-й немецкой армии Группы армий «Север» вышли на южные и юго-восточные подступы к Ленинграду. В ожесточённых боях 30-31 августа части 39-го моторизованного корпуса захватили Мгу, перерезав последнюю железнодорожную линию между Ленинградом и остальной страной. Попытки советских войск отбить станцию успеха не имели. Продолжив наступление, 7 сентября 76-й пехотный полк 20-й моторизированной дивизии и 424-й пехотный полк 126-й пехотной дивизии после напряжённого боя овладели посёлком Синявино, на следующий день 8 сентября был взят Шлиссельбург. Ленинград оказался полностью окружённым по суше.
Уже 10 сентября началось наступление 54-й отдельной армии (1-я синявинская операция), которое хоть и не привело к прорыву блокады, но заставило немецкие войска отказаться от наступления вдоль южного побережья Ладожского озера в сторону реки Свирь. В результате к началу октября 1941 г. сформировался т. н. «шлиссельбургско-синявинский выступ» («бутылочное горло») шириной всего около 10-12 километров — арена кровопролитных боёв в 1941—1943 гг. Находившиеся приблизительно посередине образовавшегося выступа Синявинские высоты господствовали над простиравшейся вокруг лесисто-болотистой местностью, а через деревню Синявино проходила единственная в этом районе дорога с твёрдым покрытием — Путиловский (Архангельский) тракт. Всё это предопределило ожесточенность боёв за обладание этими ключевыми позициями. В ходе 1-й синявинской операции передовые части 54-й армии прорывались в район Синявино (к озеру Синявинскому, к окраинам деревни Синявино, к Рабочему посёлку № 7), но удержаться на этих позициях не сумели. По плану 2-й Синявинской операции район Синявино был намечен как место встречи советских войск, но наступавшие с востока с территории Невского «пятачка» также как и дивизии 54-й армии, наносившие удар с запада, не смогли глубоко вклиниться в немецкую оборону, и район Синявино не был зоной непосредственных боевых действий.
В первой половине 1942 г. советские войска предприняли наступление на другом направление (Любанская операция) и только в конце лета 1942 года началась очередная попытка прорвать блокаду Ленинграда в шлиссельбургско-синявинском выступе (3-я синявинская операция). 27 августа войска Волховского фронта перешли в наступление, нанося удар с востока на участке фронта шириной в 15 километров от Липок до Воронова. Непосредственно на район Синявино был нацелен 6-й гвардейский стрелковый корпус. За два дня 19-я гвардейская стрелковая дивизия продвинулась на запад на 5,5 километров и к исходу 29 августа вышла на подступы к посёлку Синявино, а 24-я гвардейская стрелковая дивизия, действовавшая чуть левее, вела бой в районе озера Синявинского. 30 августа передовой отряд 19-й гвардейской дивизии ворвался в посёлок, захватив при этом 6 тяжёлых орудий и склад с боеприпасами. К концу дня части дивизии вели бой в 200 метрах восточнее Синявино и непосредственно на южной окраине посёлка. Полностью овладеть Синявино дивизии не удалось. В начале сентября командование фронта ввело в бой дополнительные силы. Так, несколько дней вместе с 19-й гвардейской дивизией вела бой 259-я стрелковая дивизия. 4 сентября была организована совместная атака на Синявино, но успеха она не имела. Повторные атаки 5-6 сентября также не достигли поставленной цели. Советские части несли большие потери от пулемётного и артиллерийского огня с вражеских позиций на Синявинских высотах и продвинуться дальше вперёд не смогли. После 6 сентября бои приняли позиционный характер. Во второй половине сентября противник перешел в контрнаступление и отбросил советские войска на исходные рубежи. К началу октября положение сторон стабилизировалось.

### Операция «Искра», январь-февраль 1943 г.
12 января 1943 года войска Ленинградского и Волховского фронтов начали операцию «Искра» и к 18 января прорвали блокаду Ленинграда. В дальнейшем советским войскам предстояло продолжить наступление на юг в сторону Мги и восстановить контроль над Кировской железной дорогой. Однако немецкие войска силами 9 пехотных дивизий укрепились на новом рубеже. Главным узлом обороны противника были позиции на Синявинских высотах.

Две большие высоты венчают Синявинскую гряду: одна — с отметкой 43,3 — севернее развалин села Синявино с остатками церкви и вторая — с отметкой 50,1 — южнее церкви.
Немцы обжили эти высоты и плато между ними, превратив их в крепостной форт. С этого «бараньего лба» на двенадцать — пятнадцать километров просматривалась и простреливалась вся торфяная низина в секторе 180 градусов до Ладожского озера.— Из воспоминаний начальника инженерных войск Ленинградского фронта генерала Б.В. Бычевского.
20 января, перегруппировав силы, советские войска продолжили наступление. 67-я армия наносила основной удар в направления Мустолово, а частью сил старались обойти через Рабочий поселок № 6 синявинский узел обороны с запада и юго-запада. Непосредственно на Синявино наступала 2-я ударная армия, дивизии которой одновременно с фронтальным ударом пытались обойти Синявинские высоты с востока через Рабочий Поселок № 7.
В ожесточённых боях 20-26 января советские войска не сумели добиться сколько-нибудь ощутимых результатов. Так, единственным успехом стал захват Рабочего поселка № 6 северо-западнее Синявино, но атаки 18-й и 256-й стрелковых дивизий из состава 2-й ударной армии непосредственно на Синявинские высоты были отбиты противником.
27 января 1943 г. маршал К. Е. Ворошилов докладывал в Ставку ВГК, что «без захвата синявинских позиций нельзя приступить к операции по освобождению Кировской железной дороги». Было принято решение дать войскам несколько дней передышки и продолжить наступление 29 января. В район Синявино были подтянуты резервы и сосредоточены значительная артиллерийская группировка — около 600 орудий и минометов. Кроме того, штурмовой и бомбардировочной авиации двух фронтов было приказано сосредоточиться на поддержке наступления на Синявино.
29 января 2-я ударная армия начала новый этап наступления. По немецким данным позиции на Синявинских высотах атаковали силы в 35 батальонов на участке фронта шириной всего 2,5 километра. В это время здесь занимали оборону «многократно перемешанные внутри своих соединений» немецкие 61-я пехотная и 28-я егерская дивизии, а также 540-й и 561-й штрафные батальоны. В конце января оборону усилили 21-я пехотная дивизия, прибывшая из-под Киришей, и 11-я пехотная дивизия.
Бои разгорелись с новой силой и продолжались более 10 дней. Неоднократно советские части врывались на высоту 43.3 и в поселок Синявино, но всякий раз отбрасывались назад контратаками противника. Так, 30 января части 18-й стрелковой дивизии захватили высоту 43.3 и одним полком ворвалась в Сиянвино, но на следующий день были выбиты оттуда. В начале февраля бойцы 364-й стрелковой дивизии вновь взяли высоту 43.3. Одновременно 80-я стрелковая дивизия совместно с 73-й морской стрелковой бригадой вела бой за деревню Синявино и высоту 50.1, но на этом участке продвинуться дальше третьей траншеи обороны противника не удалось. В конечном итоге немецкие войска восстановили положение и удержали в своих руках Синявинские высоты.

Красноармейцы прорвались к самой церкви. Их отбрасывают назад на 500 метров. Бой ведётся за каждый метр… Высота 43.3 потеряна. Но затем её вновь удаётся отвоевать. Однако прежде чем горстка бойцов 3-го полка 21-й пехотной дивизии успевает подготовиться к отражению атаки, русские вновь захватывают её. Дважды их затем отбрасывают оттуда, но затем они снова берут её в свои руки.— Из воспоминаний Хассо Г. Стахова, ветерана немецкой 18-й армии
10 февраля в наступление перешли части 55-й и 54-й советских армий, но попытка окружения мгинско-синявинской группировки противника фланговыми ударами не увенчалась успехом. Освободить Мгу и восстановить контроль над Кировской железной дорогой не удалось. В этой обстановке начала работу новая железнодорожная ветка Поляны — Шлиссельбург, которая была проложена по территории только что отбитой у противника. Немецкие наблюдатели с Синявинских высот могли просматривать невооруженным глазом целые участки железной дороги и корректировать огонь своей артиллерии. Из-за значительных потерь от артиллерийского огня перевозки по новой ветке вскоре стали осуществляться только в темное время суток, а советские войска не оставляли попыток всё-таки отбить у противника Синявинские высоты.
12-23 февраля части 2-я ударной армии снова неоднократно атаковали позиции противника на Синявинских высотах, снова передовые отряды стрелковых подразделений неоднократно врывались на высоты, но каждый раз контратаки противника заставляли их отступать с завоеванных позиций. 27 февраля Ставка ВГК отдала приказ войскам Ленинградского и Волховского фронтов на переход к обороне, указав, что неудачные действия 67-й и 2-й ударной армии привели «к бесцельным большим жертвам в живой силе и технике».

### Мгинская операция. Лето 1943 г.
Разведки боем в районе Синявинских высот проводились силами приданного 67-й армии Ленинградского фронта 14 отдельного штрафного батальона. 19 июля 1943 года во время одной из таких разведок боем красноармеец стрелок 14 ошб Ермак Владимир Иванович закрыл своим телом амбразуру вражеского дзота, за что впоследствии посмертно ему было присвоено звание Героя Советского Союза.
22 июля 1943 г. войска Ленинградского фронта Волховского фронта начали Мгинскую операцию — очередную попытку ликвидации мгинско-синявинской группировки противника. Войска 8-й армии наносили главный удар вдоль Кировской железной дороги на Мгу, а 67-я армия — между Невой и Синявино.
На Синявинские высоты наступали, периодически сменяя друг друга, разные соединения 67-й армии, главным образом из состава 43-го стрелкового корпуса. В этом районе держала оборону немецкая 11-я пехотная дивизия. Вновь, как и в начале года, советские части неоднократно врывались на высоту 43.3 и в деревню Синявино, но всякий раз отбрасывались назад контратаками противника. Вскоре немецкое командование было вынуждено перебросить в район Синявино 21-ю пехотную дивизию, а 11-ю дивизию отвести на отдых и пополнение.
Несколько недель ожесточённых боёв не привели к сколько-нибудь значительным изменениям линии фронта. Советским войскам удалось добиться только ограниченных успехов. Так, 106-й инженерно-сапёрный батальон, действуя в полосе наступления 128-й стрелковой дивизии, сумел внезапной ночной атакой с 11 на 12 августа захватить одну гряду на синявинских высотах. Гарнизон, две роты из состава 61-й пехотной дивизии, был уничтожен — более 200 немецких солдат было убито, 120 захвачено в плен. Инженерный батальон потерял 16 человек убитыми и 26 человек ранеными.

106 Отдельный Инженерный Батальон в составе 225 человек, выполняя поставленную Командующим фронтом задачу, 12.08.43 г. внезапным штурмом взломал опорный пункт противника, в ожесточённом 3-х часовом траншейном бою овладел траншеями противника по фронту около 400 мтр. и от 200 до 300 мтр. в глубину, после чего батальон отбил 10 контратак противника и закрепил захваченную высоту— Из наградного листа на представление командира 106-го инженерного батальона капитана И.И. Соломахина к ордену Суворова III степени
.
В боях в июле-августе обе стороны понесли большие потери. Так, 196-я стрелковая дивизия всего за несколько дней боёв (с 18 по 21 августа) за высоту 43.3 потеряла 2658 солдат и офицеров, из них 760 — безвозвратно. Большие потери были и у противника: 21-я дивизия за пять недель ожесточённых боёв к 19 августа потеряла убитыми и ранеными 4018 солдат и офицеров, а приданный ей 561-й штрафной батальон был уничтожен полностью.

### Взятие высоты 43.3., сентябрь 1943 г.
В середине сентября после небольшого отдыха части 67-й армии по инициативе командующего фронтом Л. А. Говорова предприняли новое наступление. На этот раз командование решило не ставить перед войсками больших задач, а ограничиться только захватом Синявинских высот. По некоторым данным, командующий армией М. П. Духанов выступил категорически против проведения новой операции, и непосредственное руководство предстоящим наступлением было возложено на командующего 30-м гвардейским стрелковым корпусом Н. П. Симоняка.

Как потом говорили, командующий 67-й армией Духанов отказался брать эту высоту. Он говорил, что сил очень мало. После летних боёв из трёх дивизий осталось две. Да и те не полные. Говоров к нему относился хорошо, но по настоянию секретаря Обкома был вынужден отстранить от командования. Симоняк в то время тоже был в Смольном. Говоров говорит ему: "Придётся тебе заниматься этим делом.— Из воспоминаний ветерана 63-й гвардейской стрелковой дивизии И.М. Душевского.
Проанализировав причины предыдущих неудачных штурмов, советское командование приняло решение применить новую тактику артиллерийской подготовки, разработанную командующим артиллерией Ленинградского фронта генералом Г. Ф. Одинцовым и его штабом во главе с полковником Г. М. Бруссером. Теперь артиллерийская поддержка наступающих стрелковых соединений была организована по методу «сползающего огня». Обычно солдаты противника во время начала артподготовки отступали по ходам сообщений и оставляли свои передовые траншеи пустыми, а после того, как огонь переносился в глубь обороны, возвращались и встречали атакующих организованным огнём. Учитывая это, было принято решение вести огонь по передовым траншеям вплоть до подхода атакующей пехоты к ним на 100—150 метров и только потом переносить огонь вглубь обороны.
Утром 15 сентября 45-я и 63-я гвардейские дивизии 30-го гвардейского стрелкового корпуса перешли в наступление. Использование нового метода артиллерийской поддержки позволило добиться успеха и «за 30 минут была взята высота, которую прежде приходилось штурмовать по несколько суток». Существенную помощь атакующим оказала авиация 276-й бомбардировочной и 277-й штурмовой авиадивизий 13-й воздушной армии, совершившая только 15 сентября 721 самолёто-вылет.

Около 70 русских батарей и 40 «сталинских органов» начинают наводить ужаc. Передовые роты 21-й пехотной дивизии уничтожены уже в самые ближайшие минуты, все виды связи нарушены… Передовые артиллерийские наблюдатели уже погибли при первом же огневом налёте, никто из них больше не выходит на связь. Артиллерия хочет открыть заградительный огонь, но не знает, куда ей стрелять.— Из воспоминаний Хассо Г. Стахова, ветерана немецкой 18-й армии.
Данные об итогах сентябрьских боёв в источниках советского периода крайне противоречивы. В них, как правило, говорится о том, что 15 сентября 1943 года Синявино и высоты, на которых располагался вражеский узел обороны, были взяты, а трёхдневные ожесточённые атаки врага, чтобы вернуть Синявинские высоты, не дали результатов. Однако по другим сведениям 30-му гвардейскому корпусу удалось взять одну высоту, но другой, с отметкой 50.1 овладеть не удалось. Более того, развалины посёлка Синявино оставались под контролем противника до января 1944 года. Это подтверждается немецкими данными, согласно которым советские войска сумели взять и удержать только высоту 43.3. Немецкое командование в срочном порядке перебросило на этот участок фронта 225-ю пехотную и 28-ю егерскую дивизии. Перегруппировав силы, немцы перешли в контрнаступление. Так, 43-я стрелковая дивизия, сосредоточившись ранним утром для атаки на высоту 50.1, внезапно попала под ураганный огонь вражеской артиллерии и была контратакована полком 28-й егерской дивизии и 561-м штрафным батальоном. Понеся потери, 43-я стрелковая дивизия была вынуждена отступить.
После 19 сентября 11-я стрелковая дивизия сменила части 30-го гвардейского корпуса, которые были отведены в тыл. До начала октября советские войска продолжали атаки позиций противника, но не добились существенных результатов. Так, 28 сентября — 5 октября полки 11-й стрелковой дивизии и приданные ей 160-я и 267-я отдельные штрафные роты безуспешно пытались овладеть шоссейной дорогой на Синявино.
В сентябрьских боях обе стороны понесли тяжёлые потери. Например, только санитарные потери 30-го гвардейского стрелкового корпуса в период с 15 по 19 сентября составили 3 275 человек.

### Отступление немецких войск из района Синявино, январь 1944 г.
Захват высоты 43.3 существенно обезопасил «Дорогу победы» от вражеского артиллерийского огня, и основная цель наступления была достигнута. С другой стороны, немецким войскам удалось удержать в своих руках высоту 50.1, с которой просматривался весь ближайший тыл немецкой группировки вплоть до Мги. Несмотря на то, что высшее немецкое командование рассматривало возможность отвода войск осенью 1943 г. из-под Ленинграда, до начала 1944 г. 18-я немецкая армия продолжала удерживать свои позиции. Более того, в октябре 1943 г. советская разведка установила, что на Синявинских высотах противник строит новые оборонительные рубежи. На этом фоне советское командование начало подготовку к операции по полному освобождению Ленинграда от вражеской блокады.
14 января 1944 г. советские войска перешли в наступление. Учитывая неудачный опыт предыдущих операций, основные усилия советские войска сосредоточили на других направлениях и уже в первые дни добились значительных успехов. В ночь на 21 января советская разведка обнаружила, что противник оставили свои позиции под Мгой, в том числе и на Синявинских высотах. Опасаясь окружения, немцы начали спешно отходить к промежуточной линии обороны вдоль железной дороги и шоссе Ленинград — Москва.

В эту ночь я шел вместе с разведчиками. Когда мы вползли туда, мы увидели, что немцев-то и нет. И в ту ночь они не пускали ракеты, как обычно. Мы походили по первой траншее, дошли до второй — и поняли, что немцев нет. И тогда я вернулся в нашу первую траншею, и доложил командиру полка, что немцы отошли. Он не сразу поверил. Не сразу. Когда мои разведчики вернулись, то солдаты, кто был на передовой, уже стали ходить во весь рост, как в мирное время. А я в это время побежал к комполка, и с пеной у рта стал доказывать, что немцы ушли. Он стал запрашивать командиров рот и батальонов, и они подтвердили. И тогда он дал приказ вперед. Мы вышли из болот и пошли вперед, на Мгу.— Из воспоминаний ветерана 124-й стрелковой дивизии В.М. Спиндлера.
Не дожидаясь рассвета, части 67-й и 8-й армий начали преследование противника и, не встречая серьезного сопротивления, вскоре заняли Мгу. Таким образом, многомесячные бои за Синявино и Мгу закончились.

## Память

### Мемориальный комплекс

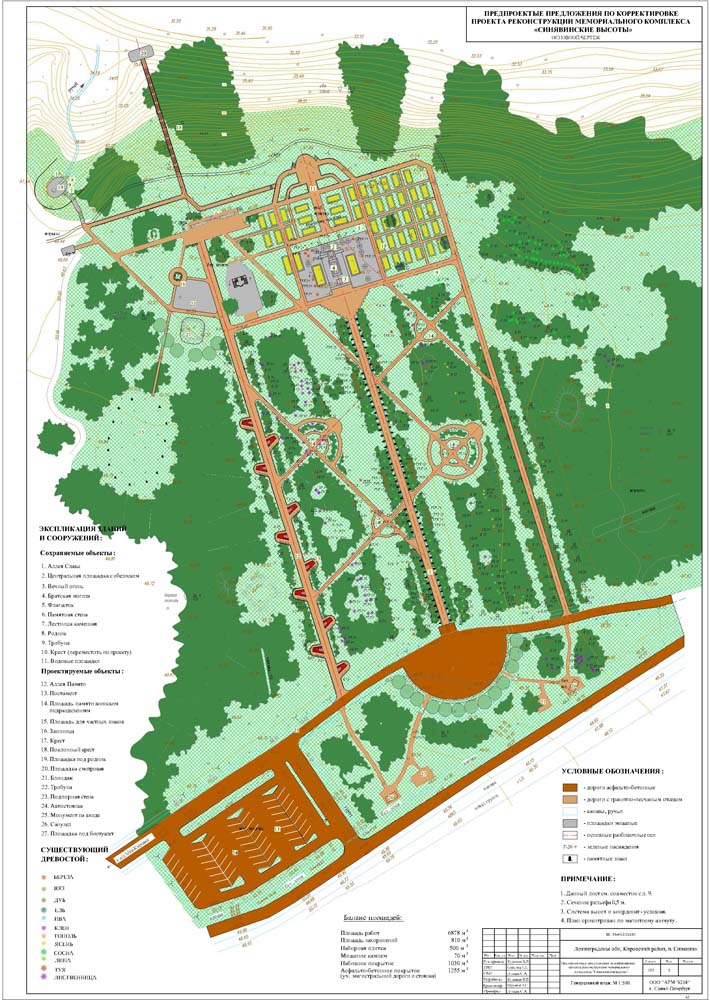
Проект реконструкции мемориала «Синявинские высоты»

В конце 70-х годов, к 40-летию Победы, Исполком Леноблсовета принял решение о создании в районе прорыва блокады мемориального военно-исторического комплекса, который должен был включать Невский «пятачок», деревню Марьино, 66-й километр Петрозаводского шоссе, Синявинские высоты, рощу «Круглую», район бывших деревень Гайтолово, Тортолово и Вороново. В институте Ленгипрогор был разработан проект, на реализацию которого правительство собиралось выделить на около двух миллионов советских рублей. Открытие комплекса планировалось в 1985 году. Центральный его ансамбль предполагалось разместить в районе рабочего поселка № 1. Планировался и второй центр — на Синявинских высотах, который являлся бы точкой, зрительно связанной с большинством остальных памятников. В районе деревни Тортолово помимо мемориала и братского кладбища собирались организовать музей под открытым небом, с демонстрацией образцов боевой техники, восстановлением и консервацией участка линии фронта с траншеями, окопами, дзотами. Проект так и не был реализован, деньги перенаправили на нужды оборонной промышленности.
В 1968 году недалеко от деревни Молодцово был образован мемориальный комплекс. На сегодняшний день он включает в себя аллею Славы с 64 памятными плитами, стелу Памяти Героям Советского Союза С. Б. Баймагамбетову и В. И. Ермаку, мемориал погибшим в 1941-1944 годах, родник памяти, братские захоронения и множество отдельных памятных знаков, устанавливаемых родными и однополчанами. На 2022 год в мемориальном комплексе захоронено 25 509 павших бойцов.
Каждую весну и лето здесь работают поисковые отряды — точное число воинов, погибших здесь, на Синявинских высотах, и до сих пор не найденных, не знает никто; основная часть потерь — личный состав воинских частей и подразделений Волховского и Ленинградского фронтов.

В 2009 году в этом районе Жилищным комитетом Санкт-Петербурга планировалось открыть городскую свалку (полигон твёрдых бытовых отходов). Были даже начаты работы по обустройству свалки, но вопрос получил широкий общественный резонанс, прошли акции протеста, и было решено остановить работы и отменить строительство полигона.
У подножия высоты также установлен бетонный куб с расщелиной, из которой сбегают прозрачные струи. Это родник Памяти — единственный источник чистой питьевой воды в годы войны.

#### Реконструкция мемориала
В 2010 году, в рамках федеральной программы, архитектором Сергеем Дунаевым была запроектирована «Аллея славы» и «Аллея скорби» (по обе стороны от существующей «Аллеи памяти»). В июле 2010 была создана «Аллея памяти» и началась установка монументов от 12 республик.

### Памятники

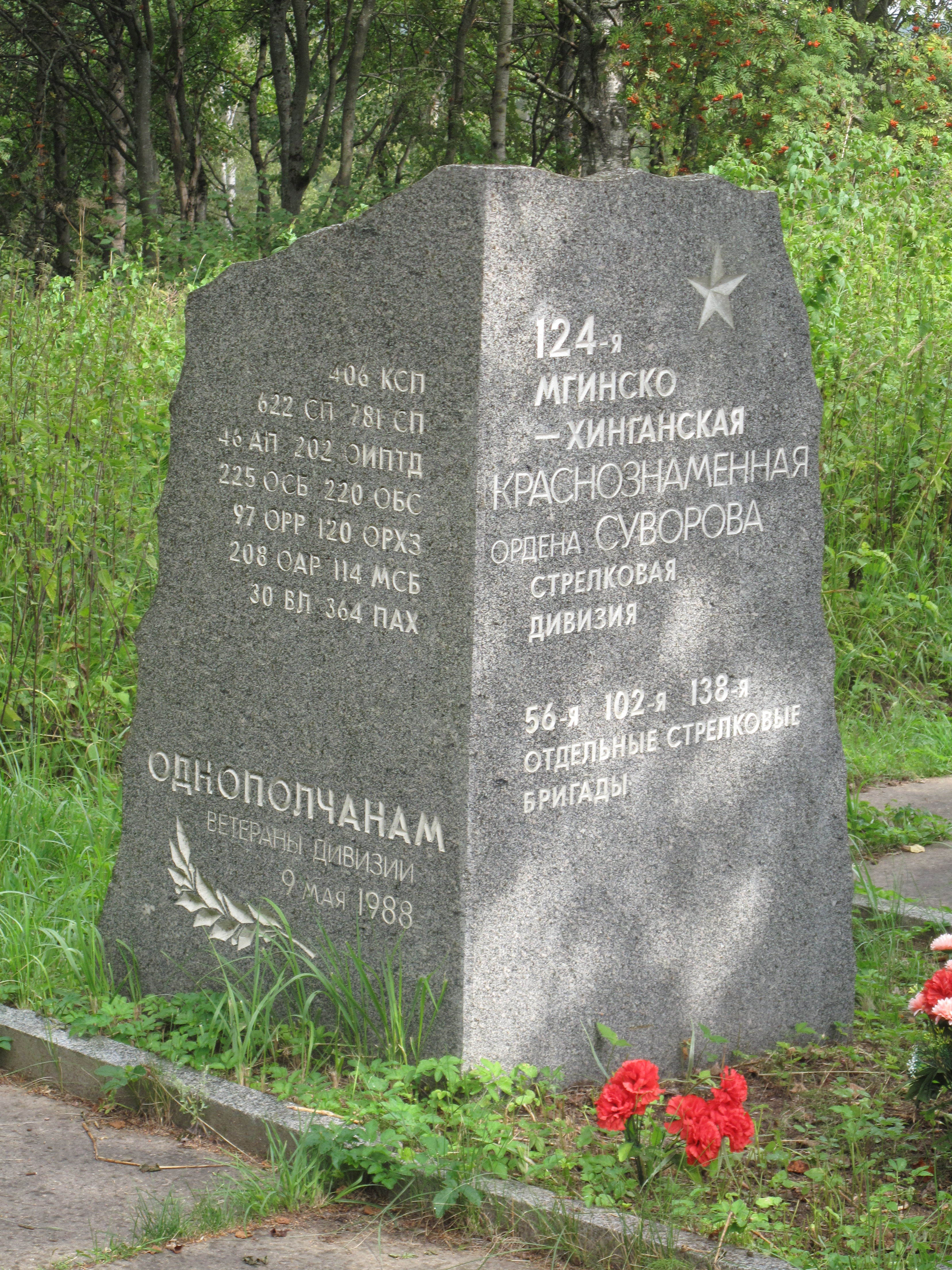
Памятный знак бойцам и командирам 124-й Краснознаменной Мгинско-Хинганской стрелковой дивизии.
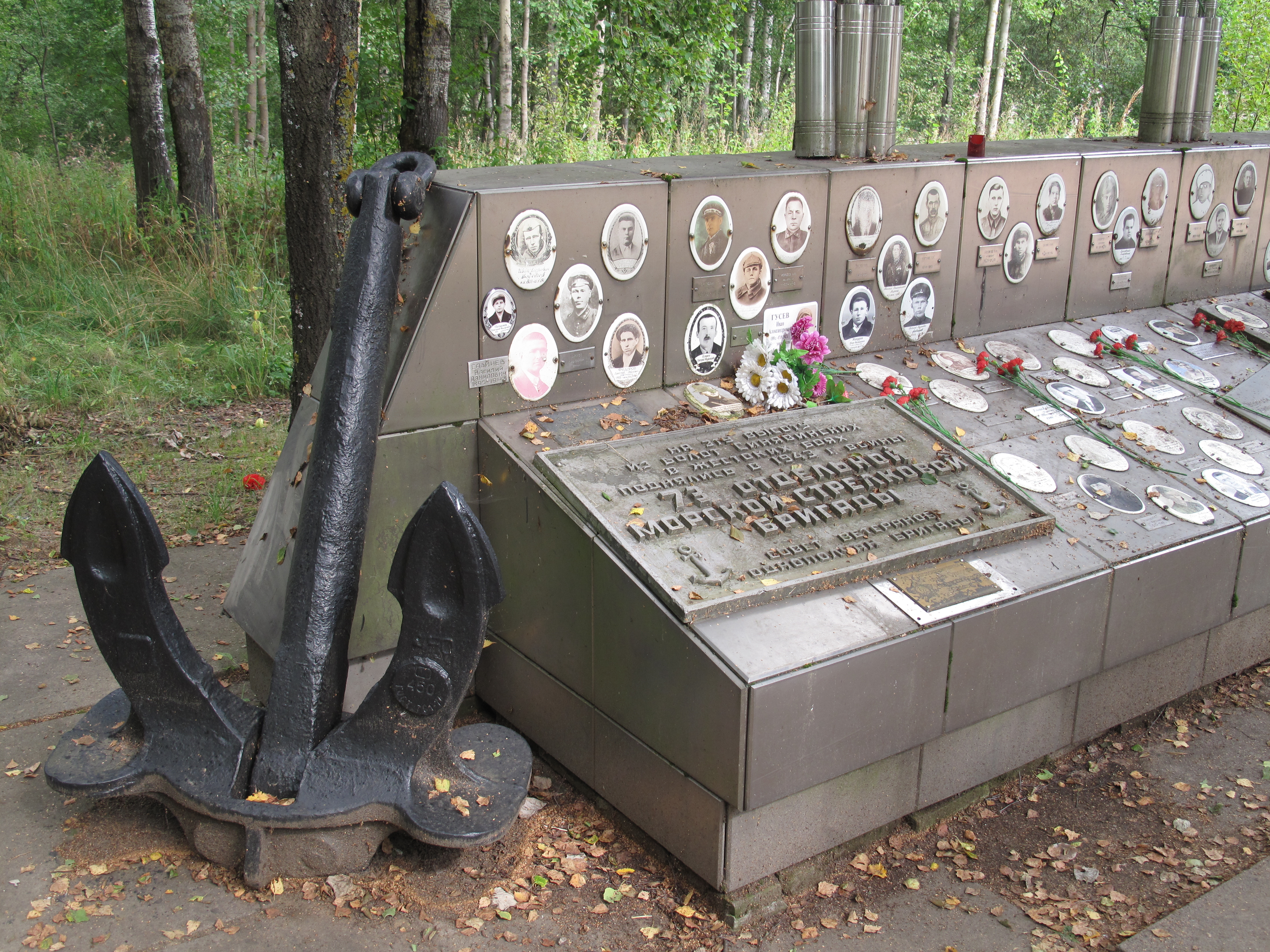
Памятный знак бойцам и командирам 73-й морской стрелковой бригады.
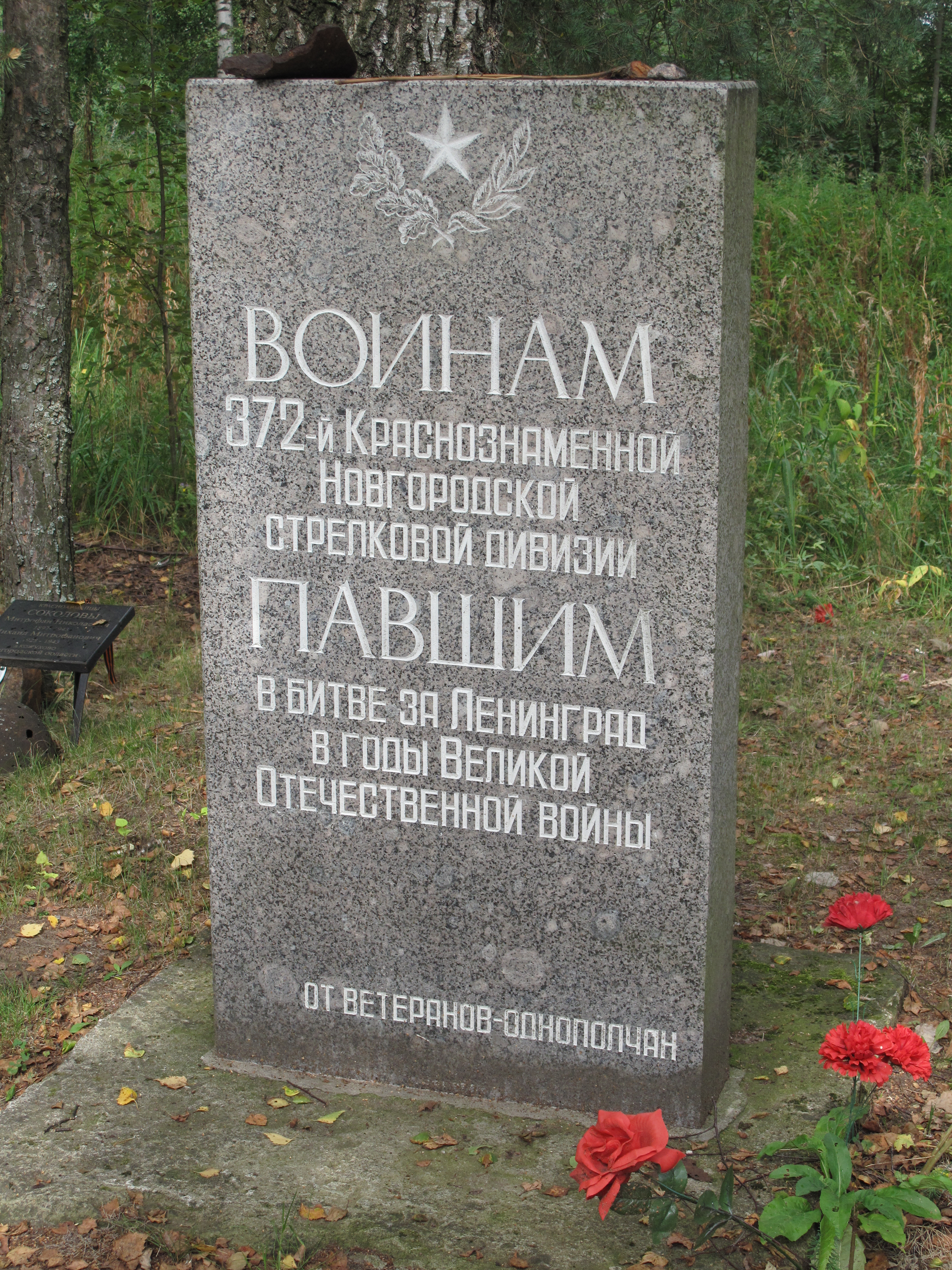
Памятный знак бойцам и командирам 372-й Краснознаменной Новгородской стрелковой дивизии.
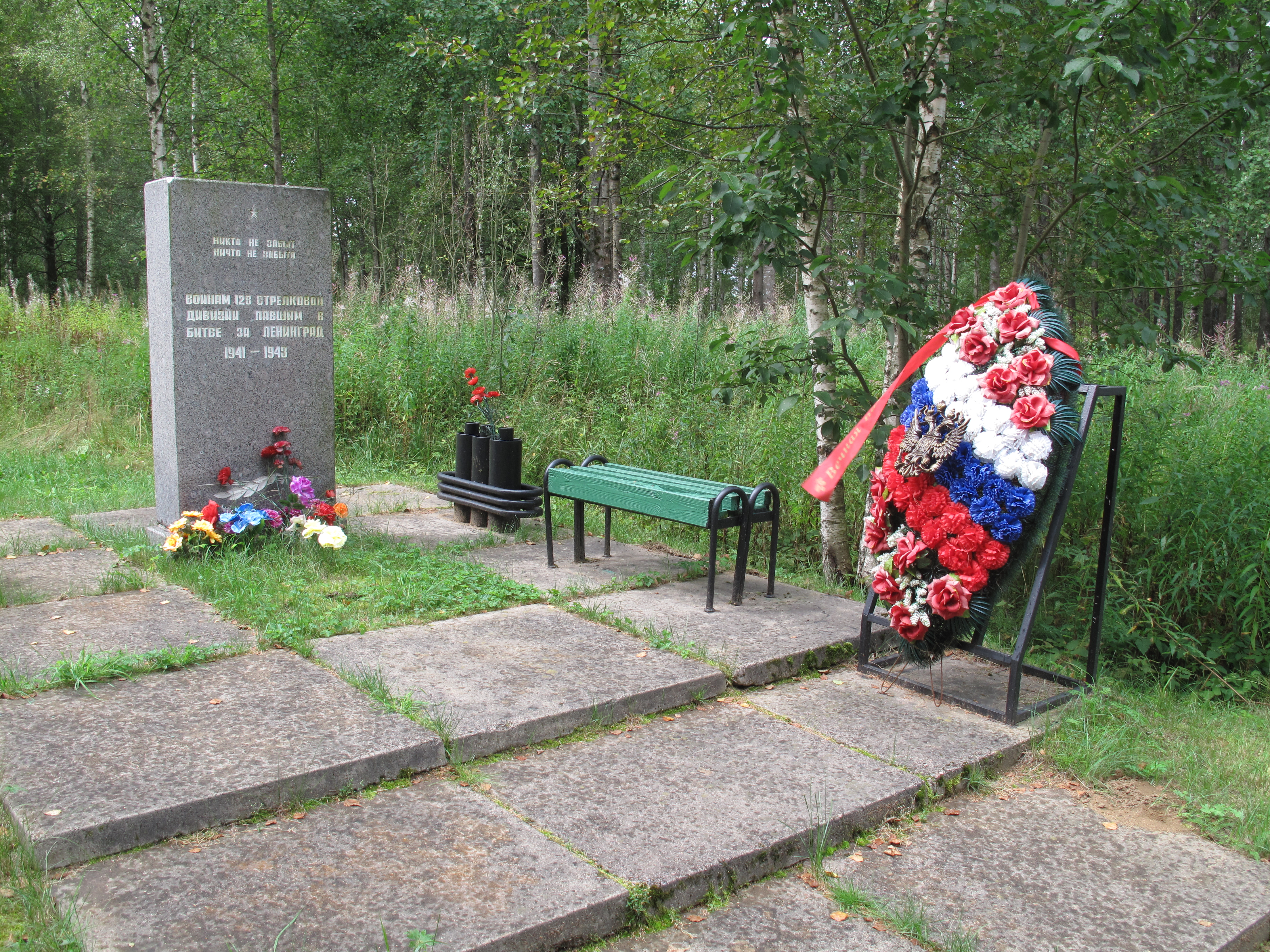
Памятный знак бойцам и командирам 128-й стрелковой дивизии.
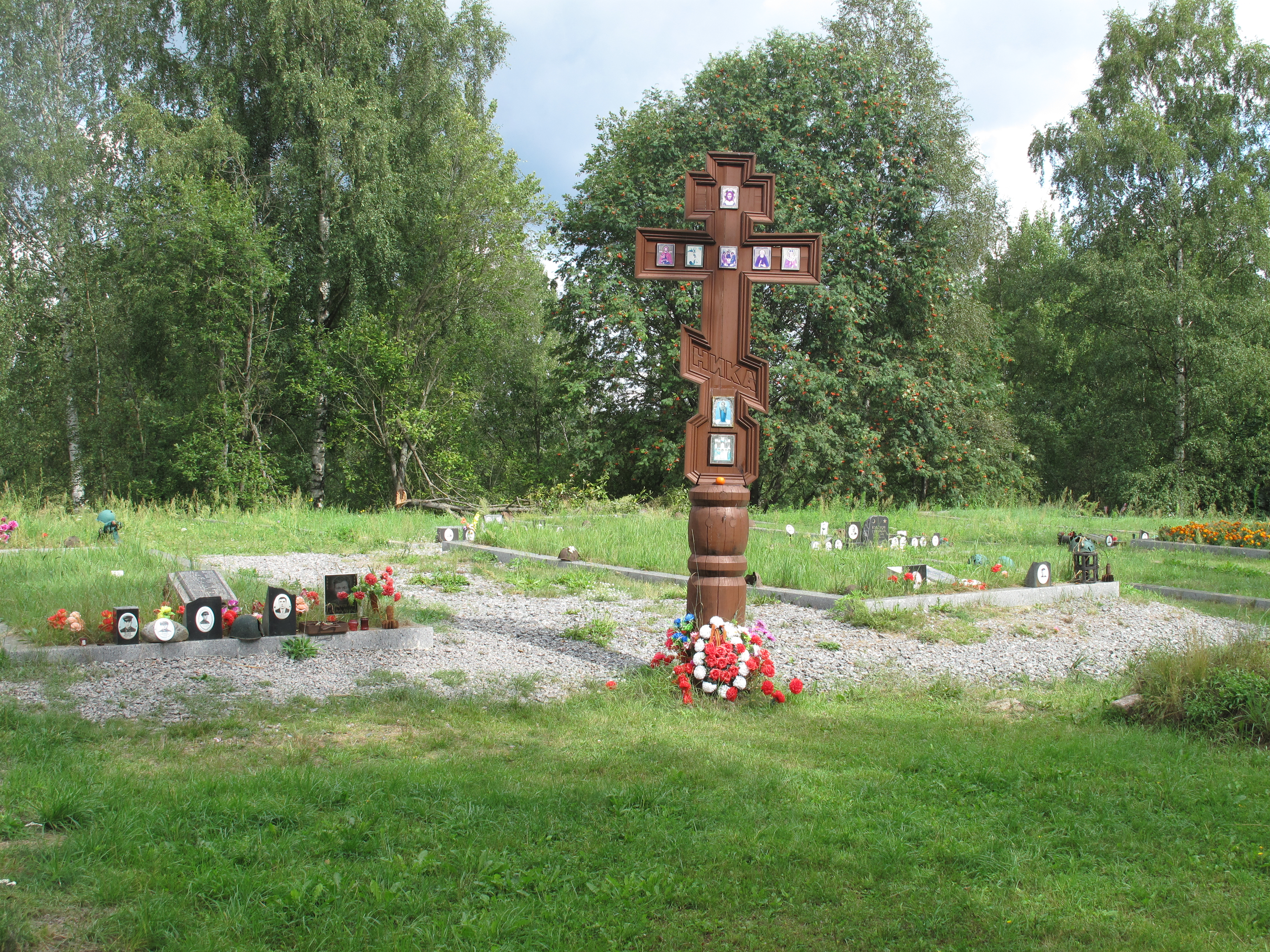
Братские могилы советских солдат.

### Улицы
В память о боях за Синявино названы улицы в Санкт-Петербурге и Москве.

## В искусстве
- Песня «Георгиевская ленточка» Игоря Растеряева написана под впечатлением об этих боях, о чём исполнитель рассказал на концерте 26 мая 2011 года в Москве в клубе «Точка».
- Произведение для детского хора в сопровождении фортепиано "За село Синявино" написано в память об этих событиях. Музыка Якова Дубравина, слова Вольта Суслова.
- Село Синявино упоминается в песне "Волховская застольная" Исаака Любана на стихи Павла Шубина.
- Синявинские высоты упоминаются в песне "Мир самых добрых людей" музыкальной группы "Рекорд Оркестр".

## Документы
- Блокада Ленинграда в документах рассекреченных архивов / Под ред. Н. Л. Волковского. — СПб.: Полигон, 2005.
- Приказ командующего войсками 2-й ударной армии № 005 «О недостатках проводимой наступательной операции» (16.2.43 г.)
- Директива командующего войсками 2-й ударной армии № 00228 «О подготовке наступательной операции» (21.2.43 г.)